# Trofeo Italiano Rally
Il Trofeo Italiano Rally è una delle massime serie rallistiche nazionali, assieme al Campionato Italiano Assoluto Rally e al Campionato Italiano Rally Terra. Si compone esclusivamente di gare su fondo asfaltato.

## Storia
Nato nel 2001 con la denominazione di Trofeo Italiano Rally (TIR), prendeva il posto del precedente Campionato Italiano Rally Due Ruote Motrici, aprendo le iscrizioni anche alle vetture a trazione integrale. Già l'anno seguente il nome fu cambiato in Trofeo Rallies e a partire dal 2005 nuovamente rinominato in Trofeo Rally Asfalto (TRA), in contrapposizione all'altro Trofeo Rally Terra del periodo. 
Nel 2014 venne promosso al rango di campionato, assumendo la denominazione di Campionato Italiano WRC per rimarcare l'apertura della serie anche alle vetture di massima categoria (non più ammesse nel CIR a partire dal 2003, e nel Campionato Terra a partire dal 2007). Le WRC Plus introdotte nel mondiale 2017 non furono però mai ammesse. Con l'inevitabile declino delle normali WRC, non più sviluppate dalle Case, l'interesse di piloti e squadre si rivolse alle vetture di Gruppo R, per cui si rese opportuno un ulteriore cambio di denominazione.
Nel 2022 la serie divenne quindi Campionato Italiano Rally Asfalto (CIRA), ponendo l'accento sul tipo di fondo delle gare in calendario.
A partire dal 2024, con l'ennesimo cambio di nome, riprende la denominazione iniziale di Trofeo Italiano Rally.

## Albo d'oro

### Trofeo Italiano Rally (TIR) / Trofeo Rallies
| Stagione | Primo pilota         | Secondo pilota     | Marca            | Modello               |
| -------- | -------------------- | ------------------ | ---------------- | --------------------- |
| 2001     | Nicola Caldani       | Massimo Chiapponi  | Subaru           | Impreza WRC           |
| 2002     | Maurizio Ferrecchi   | Gianfranco Imerito | Peugeot / Toyota | 206 WRC / Corolla WRC |
| 2003     | Corrado Fontana      | Renzo Casazza      | Toyota           | Corolla WRC           |
| 2004     | Alessandro Battaglin | Gianni Marchi      | Peugeot / Toyota | 206 WRC / Corolla WRC |

### Trofeo Rally Asfalto (TRA)
| Stagione | Primo pilota   | Secondo pilota    | Marca           | Modello             |
| -------- | -------------- | ----------------- | --------------- | ------------------- |
| 2005     | Devid Oldrati  | Tania Canton      | Peugeot         | 206 WRC             |
| 2006     | Felice Re      | Mara Bariani      | Ford            | Focus WRC           |
| 2007     | Marco Silva    | Giovanni Pina     | Peugeot         | 307 WRC             |
| 2008     | Felice Re      | Mara Bariani      | Citroen         | Xsara WRC           |
| 2009     | Elwis Chentre  | Fulvio Florean    | Citroen/Peugeot | 206 WRC / Xsara WRC |
| 2010     | Luca Pedersoli | Matteo Romano     | Ford            | Focus WRC           |
| 2011     | Luca Pedersoli | Matteo Romano     | Citroen         | C4 WRC              |
| 2012     | Felice Re      | Mara Bariani      | Citroen         | C4 WRC              |
| 2013     | Paolo Porro    | Paolo Cargnelutti | Ford            | Focus WRC           |

### Campionato Italiano WRC
| Stagione | Primo pilota      | Secondo pilota   | Marca   | Modello                   |
| -------- | ----------------- | ---------------- | ------- | ------------------------- |
| 2014     | Luca Pedersoli    | Matteo Romano    | Citroen | C4 WRC                    |
| 2015     | Manuel Sossella   | Gabriele Falzone | Ford    | Fiesta RS WRC             |
| 2016     | Marco Signor      | Patrick Bernardi | Ford    | Focus WRC / Fiesta RS WRC |
| 2017     | Stefano Albertini | Danilo Fappani   | Ford    | Fiesta RS WRC             |
| 2018     | Stefano Albertini | Danilo Fappani   | Ford    | Fiesta RS WRC             |
| 2019     | Luca Pedersoli    | Anna Tomasi      | Citroen | DS3 WRC                   |
| 2020     | Corrado Fontana   | Nicola Arena     | Hyundai | NG I20 WRC                |
| 2021     | Luca Rossetti     | Manuel Fenoli    | Hyundai | I20 R5                    |

### Campionato Italiano Rally Asfalto (CIRA)
| Stagione | Primo pilota      | Secondo pilota | Marca | Modello          |
| -------- | ----------------- | -------------- | ----- | ---------------- |
| 2022     | Simone Campedelli | Tania Canton   | Skoda | Fabia Evo rally2 |
| 2023     | Simone Campedelli | Tania Canton   | Skoda | Fabia Evo rally2 |

### Trofeo Italiano Rally (TIR)
| Stagione | Primo pilota    | Secondo pilota | Marca      | Modello     |
| -------- | --------------- | -------------- | ---------- | ----------- |
| 2024     | Corrado Pinzano | Mauro Turati   | Volkswagen | Polo GTI R5 |